# San Simón el Alto
San Simón el Alto es una población del municipio de Malinalco, cuenta con 2,397 habitantes está ubicada al norte del municipio. Esta localidad tiene una de las mayores producciones de aguacate del estado de México.